# Rati Tsinamdzghvrisjvili
Rati Tsinamdzghvrisjvili (georgiska: რატი წინამძღვრიშვილი) född 22 mars 1988 i Tbilisi, är en georgisk före detta fotbollsspelare.

## Karriär
Tsinamdzghvrisjvili inledde sin karriär i fotbollsklubben Ameri Tbilisi, som då spelade i den georgiska högstaligan Umaghlesi Liga. Det spekulerades om att Tsinamdzghvrisjvili skulle vara aktuell för spel utomlands, men på frågan svarade han: "Jag tänker inte flytta någonstans ännu, jag har alla förutsättningar att växa och bli en bra spelare i Ameri".
Tsinamdzghvrisjvili stannade i klubben i 5 år innan han 2009 flyttade till toppklubben FK Zestaponi. 

### Meriter
Tsinamdzghvrisjvili gjorde internationell debut för Georgien vid 17 års ålder. 2006 vann han georgiska cupen med klubben Ameri Tbilisi, där han i finalen gjorde ett av målen.

## Privatliv
Efternamnet Tsinamdzghvrisjvili som innehåller 19 bokstäver på svenska, och som innehåller 13 konsonanter, är för många icke-georgier svåruttalat. Därför har han i de flesta matcher sitt förnamn Rati på matchtröjan istället för Tsinamdzghvrisjvili, som skulle kräva två separata rader att skriva.